# Николаев, Георгий Николаевич (кинематографист)
Гео́ргий Никола́евич Никола́ев (15 октября) 1904, Каинки — 1965, Ленинград) — советский кинооператор, организатор кинопроизводства, директор киностудии «Ленфильм» (1957—1961).

## Биография
Родился в селе Каинки Свияжского уезда Казанской губернии в семье учителя низшей сельскохозяйственной школы.
В 1919 году окончил 1-е Высшее начальное училище в Омске и поступил в среднее механико-техническое училище, с 3-го курса перевёлся в 1-й Западно-Сибирский морской техникум, но не окончил его в связи с расформированием техникума в конце 1922 года.
По найму начал работать в 1918 году; в 1918—1921 годах в период учебных каникул в летнее время работал сельскохозяйственным рабочим в хозяйстве Сибирской сельскохозяйственной академии, рулевым на экспедиционной яхте «Шалунья» Западно-Сибирского отдела Русского географического общества, трактористом на областной опытной станции, в мае — ноябре 1922 года — матросом на пароходе «Омск» Карской экспедиции Комитета Северного морского пути и Наркомвнешторга РСФСР.
В 1923 году переехал в Саратов и поступил на киноотделение Саратовского государственного театрального техникума и по окончании учёбы в 1926 году получил специальности кинооператора и киноактёра.
Одновременно с поступлением в театральный техникум начал работать помощником оператора и помощником режиссёра в Нижне-Волжском отделении АО «Пролеткино», в 1924—1925 годах избирался членом и секретарём Саратовского городского совета Общества строителей пролетарского кино (ОСПК). В 1925—1926 годах — киноактёр кинотоварищества «Межрабпом-Русь» в Москве, кинооператор Нижне-Волжского отделения «Совкино» в Саратове. В 1926—1929 годах — кинооператор Ленинградской фабрики «Совкино», в 1929—1930 годах — кинооператор Уральского отделения «Совкино» в Свердловске, в 1930—1933 годах — кинооператор Саратовской студии «Союзкинохроники». В 1933—1940 годах — режиссёр-оператор, директор Энгельской студии кинохроники (с 1938 года — Энгельской студии хроникально-документальных фильмов). Член КПСС с 1939 года.
В 1940—1942 годах — режиссёр-оператор, директор Воронежской студии хроникально-документальных фильмов.
Участник Великой Отечественной войны. В 1941—1942 годах — руководил съёмками боевых операций в районе Ливны и Воронежа, снимал также как фронтовой кинооператор. Одновременно с июля 1941 по июль 1942 года работал в системе УНКВД по Воронежской области начальником штаба и комиссаром истребительного батальона. В 1942—1944 годах — кинооператор и начальник Пензенского корреспондентского пункта Куйбышевской студии хроникально-документальных фильмов.
Георгий Николаевич сумел создать на студии такую атмосферу, при которой наиболее полно раскрывались таланты и способности людей, велись бесконечные споры о том, как лучше снять, смонтировать, озвучить, как достичь в своей работе совершенства.
В 1944—1949 годах — режиссёр-оператор, директор Фрунзенской студии кинохроники, в 1947—1949 годах избирался членом президиума Киргизского республиканского комитета профсоюза кинофотоработников. Оказал содействие в трудоустройстве на Фрунзенскую студию находившимся в ссылке Сергею Авлошенко и Михаилу Слуцкому. Внёс большой вклад в создание киножурнала «Советская Киргизия».
В 1949 году направлен Министерством кинематографии СССР в распоряжение Главного Управления советским имуществом за границей (ГУСИМЗ) и командирован в Берлин, в 1949—1950 годах работал начальником производственно-технического отдела Советского акционерного общества «Линза» в Берлине. В 1950—1954 годах — директор (с советской стороны) советского-германского акционерного общества Progress Film-Vertrieb GmbH.
В 1954—1957 годах — заместитель директора по производству киностудии «Ленфильм», в 1957—1961 годах — директор киностудии «Ленфильм». Затем работал директором Ленинградской студии киноактёра.
Избирался депутатом Ленинградского городского совета депутатов трудящихся.
По данным В. Лидского, умер в 1965 году в Ленинграде.

### Семья
- отец — Николай Иванович Николаев (1881—?), преподаватель садоводства и огородничества[1];
- мать — Мария Дмитриевна Николаева (урожд. Островская) (?—1945)[1];
- жена — Нина Васильевна Николаева (1907—?), кинооператор Ленинградской студии кинохроники[1].

## Избранная фильмография

### Оператор
- 1925 — Чёрная смерть / В степях Киргизии (помощник оператора)[4]
- 1927 — Тревога / Катастрофа" (совместно с В. Беляевым)
- 1932 — Нижнее Поволжье (киножурнал, совместно с А. Софьиным)[20]
- 1948 — Самодеятельное искусство Киргизии[11]
- 1954 — Пресс-конференция в Берлине (совместно с П. Опрышко)[21]

## Награды
- орден «Знак Почёта» (6 апреля 1946)[1]
- медаль «За победу над Германией в Великой Отечественной войне 1941—1945 гг.» (11 июня 1946)[1]
- медаль «За доблестный труд в Великой Отечественной войне 1941—1945 гг.» (29 апреля 1947)[1]
- нагрудный знак «XX лет кино СССР» (1940)[1]